# Киани
Киани (на италиански: Chianni) е малък град и община в Италия, регион Тоскана, провинция Пиза, в географския район Валдера. Населението е около 1500 души (2008).